# Flamandzki Związek Narodowo-Solidarystyczny

Flaga Verdinaso

Flamandzki Związek Narodowo-Solidarystyczny (niderl. Verbond der Diets Nationaal-Solidaristen), zwany też Verdinaso – skrajnie prawicowe flamandzkie faszystowskie ugrupowanie polityczne w Belgii i Holandii działające od 1931 r..

## Okres przedwojenny
Verdinaso zostało założone 6 października 1931 r. w Gandawie. Jego twórcami byli Joris Van Severen, Jef François, Wies Moens i Emiel Thiers. W 1932 r. J. François i J. Van Severen zostali wybrani do belgijskiego parlamentu. W wyborach 24 maja 1936 r. Verdinaso wystawiło wspólną listę z innym flamandzkim ugrupowaniem nacjonalistycznym, Flamandzkim Związkiem Narodowym (Vlaams Nationaal Verbond), zdobywając 13% głosów (16 deputowanych). W 1937 r. powstało paramilitarne skrzydło partii pod nazwą DINASO Militanten Orde (jego członkowie nosili zielone koszule). Liczyło ono ok. 3 tys. członków, a na jego czele stał J. François. W kolejnych wyborach w 1939 r. Verdinaso zdobyło już 19% głosów, co dało 17 miejsc. Organem prasowym były gazety „Recht en Trouw” i „De Vlag” (za sprawy wydawnicze odpowiadał W. Moens).

## Program
Verdinaso głosiło hasło niepodległości etnicznie germańskiej Flandrii w unii z Holandią (idea tzw. Dietslandu), ale w 1937 r. J. Van Severen przedstawił koncepcję „Wielkich Niderlandów”, mającej obejmować – na wzór późnośredniowiecznego Księstwa Burgundii – Belgię, Holandię, Luksemburg oraz francuską Pikardię i Burgundię, co nie zyskało jednak aprobaty pozostałych członków kierownictwa partii. W sferze polityczno-społecznej występowano przeciwko demokracji parlamentarnej i liberalizmowi, natomiast opowiadano się za społeczeństwem zorganizowanym w sposób korporacyjny rządzonym przez belgijskiego króla. W sprawach społecznych Verdinaso opierało się na nauce Kościoła katolickiego. Partia miała też zdecydowany charakter antykomunistyczny. W jej programie występowały ponadto silne akcenty antysemickie.

## II wojna światowa
Po najeździe Niemiec na Belgię w maju 1940 r., J. Van Severen został zabity przez żołnierzy francuskich w Abbeville jako podejrzany o współpracę z nazistami. W rezultacie Verdinaso straciło rozmach organizacyjny pomimo zastąpienia go przez J. François. Część działaczy popierających silny reżim autorytarny i związanych z królem Leopoldem III zaangażowało się w ruchu oporu przeciw okupantom, pozostali prowadzili politykę kolaboracji z Niemcami. Ostatecznie 5 maja 1941 r. Verdinaso przyłączyło się do Flamandzkiego Związku Narodowego.